# 탑 기어
《탑 기어》(Top Gear)는 1977년부터 현재까지 영국 BBC에서 방영되고 있는 자동차 버라이어티 프로그램이다.
2002년부터 제레미 클락슨, 제임스 메이, 리처드 해먼드(시즌 1에는 제이슨 도우)가 모여 새로운 탑기어를 만든다. 그 후 영국의 대중문화에 크게 기여하며 2015년까지 시청률 하락으로 인한 쇼의 개편은 하나도 이루어지지 않는다. 그러나 제레미의 스태프 폭행의 불미스러운 일로 BBC는 제레미와의 재계약을 취소했다. 그로 인해 제임스와 리처드, 프로듀서 앤디 윌먼은 "제레미가 없으면 이 쇼를 더 이상 진행하지 않는다", "제레미와 오랫동안 함께해 온 만큼 제레미의 길을 같이 가겠다" 등의 발언을 하며 BBC에 대한 보이콧을 선언하였다. 그러면서 다른 스태프들과 함께 탑기어를 하차하며 아마존비디오의 자동차 쇼 "더 그랜드 투어"를 탄생시켜 제레미와 함께 쇼를 진행하고 있다. 이러한 일로 인해 BBC는 탑기어를 잠시 정지시키고 새롭게 프로그램을 개편하기 시작했다. 그래서 크리스 에반스, 맷 르블랑과 함께 로리 레이드, 사빈 슈미츠, 크리스 해리스와 에디 조던이 모여 시즌 23부터 쇼를 진행하기 시작했는데, 크리스 에반스와 다른 호스트들의 불화, 그리고 쇼가 재미없다는 시청자들의 여러 의견으로 인해 BBC는 다시 쇼를 개편하기 시작하여 마침내 시즌 24에는 맷 르블랑, 로리 레이드, 크리스 해리스의 3호스트 체제로 쇼를 진행한다.
영국에서는 첫 시즌부터 BBC Two로 방영을 시작하다 BBC HD로 이관되어 시즌 14부터 시즌 19까지 있다가 채널이 사라진 후 다시 BBC Two로 와서 방영을 하고 있고, 또 시즌 20부터는 BBC Two HD채널로 현재까지 방영하고 있다. 그리고 BBC HD 채널에서 재방송을 하고 있다. 영국 이외의 국가에는 BBC worldwide를 통해 방송중이며 미국에는 BBC America를, 라틴 아메리카에는 BBC Entertainmet, 동아시아와 동남아시아에서는 BBC Knowledge에서 방영한다. 분야별 최고의 TV 프로그램을 시상하는 인터내셔널 에미 어워즈 수상은 물론 2011년을 포함해 최근 6년 동안 영국 내셔널 텔레비전 어워드에서 가장 인기 있는 리얼리티 프로그램(Factual Programme)상을 4차례나 수상하는 등 최고의 쇼로 인정받고 있다.
“세계 최고의 자동차 버라이어티 쇼”라는 타이틀을 내건 프로그램이며 슈퍼카, 일반 양산형 자동차, 골동품 자동차, 대형 트랙터, 경차, 트레일러, 오토바이, 전동 휠체어 등 바퀴가 달린 모든 종류의 탈 것을 이용하여 다양한 경주와 실험을 하는 것으로 유명하다. 특히 메인 MC인 제레미 클락슨, 리처드 해몬드, 제임스 메이의 재치 있는 입담과 각자의 자동차에 대한 취향, 해박한 지식, 거침 없는 비판등은 자동차 매니아들에게 신선한 정보와 재미를 선사하고 있다. 그들이 신차에 대한 리뷰를 할 때마다 자동차 업계에서 아주 민감한 반응을 보인다는 사실은 유명하다. 회당 제작비용은 수십억이라고 알려져 있다.

## 구성
- 탑기어 레이스(Top Gear Race)

탑기어의 대표적인 코너. 주로 새로 출시되거나 시장에서 유명한 자동차에 대하여 MC들이 직접 시승해보고 성능에 관한 리뷰를 한다.대계로는 클락슨이 "epic" (엄청난) 레이스를 함으로 때때로 세계적인 수퍼카들간의 레이스 대결(주로 드레그 레이스)을 펼치기에 인기가 높은 편이다. 자동차 광고를 연상시키는 뛰어난 영상미로 차를 소개하고, MC들이 직접 시승해 차에 대한 전반적인 평가를 하는 구성으로 진행된다. 특히 MC들이 자동차 전문가이며 시승한 차량에 대한 칭찬도 많지만, 날카로운 독설과 비판 또한 많은게 특징. 실제로 자동차 회사들이 이 코너의 평가에 민감한 반응을 보이는 것으로 알려져 있으며, 제조사들은 많은 돈을 쏟아부어 탑기어에 협찬을 아끼지 않는다고 한다. (막대한 광고비를 들이지 않고 자사의 차량을 홍보할 수 있으니 당연한 것이다.)
- 합리적인 가격의 차량 (Star in a Reasonably-Priced Car)

세계적인 유명인사들을 초청하여 이야기를 나누고, 탑기어 전용트랙을 1바퀴 주행하는데 걸리는 시간을 측정하는 코너. MC들의 시승기에서 '쓸만한 자동차(Reasonably-Priced Car)로 선정된 차량을 유명인사들이 직접 운전하는 것이 특징이다. 그들의 운전 실력을 직접 볼 수 있기에 인기가 많다. 또한 게스트들의 자동차에 대한 견해 등 다양한 방면에서 질문을 던져 답을 이끌어내기도 하기에 여러 가지 볼거리가 많은편. Top Gear UK에서 스타들이 탑승하는 랩타임카는 본래 '스즈키 리아나'(시즌 1에서 시즌 7까지 스타들이 탑승했고 시즌 8 이후 F1 드라이버들이 탑승한다)와 '쉐보레 라세티'(시즌 8부터 시즌 14까지 사용하였고, 이후 시즌 15 에피소드 1에서 리처드 해먼드가 폐차시킨다.)였지만, 시즌 15에서 기아자동차의 유럽전략형 수출모델인 Cee'd로 바뀌었다(제레미 클락슨은 이 차가 세계에서 유일하게 차 이름에 어퍼스트로피(')가 달렸다면서 '씨 어퍼스트로피 디'라고 부른다.).
탑기어 코리아에선 '스타 시승기'라는 이름으로 진행하며 폭스바겐사의 대표적인 해치백 모델인 Golf(그 중에서 1.6 TDI BLUEMOTION 테크놀로지)를 랩타임카로 사용중.
- 파워 랩타임 (Power Lap Time)

탑기어 레이스에 등장한 신차를 탑기어의 공식드라이버인 스티그가 Top Gear Track에서 시운전을 하는 코너. 이 코너에서 측정된 기록은 자동차의 성능에 대한 객관적인 척도로 평가된다. 스티그의 뛰어난 운전실력을 볼 수 있기에 인기가 많은 편. (Top Gear 공식 홈페이지에서 지금까지 스티그가 기록한 Power Lap Time 기록을 볼 수 있다.) 참고로 Top Gear UK에서 이코너를 시작하기전에 메인 MC인 제레미가 "Some Say~"라고 운을떼며 스티그에 대한 농담을 하는 것이 매우 유명.
- 탑기어 챌린지 (Top Gear Challenge)

탈것들을 이용하여 다양한 실험과 도전을 하는 코너. 시청자들이 자동차나 각종 탈것에 관해 궁금했던 사실들을 속시원하게 해결해준다는 평가가 많으며, 상상을 초월하는 일들을 실행하기에 탑기어 코너중 하이라이트로 통한다. MC들의 중고차 시승기, 전투기와 자동차의 속도 대결 등 가벼운 실험부터 자동차를 개조하여 우주왕복선 만들기, 경찰차 만들기, 자동차를 이용한 국가 대항전, 농업용 트랙터를 이용한 경주, 자동차 파괴실험, 수륙양용 자동차 만들어 도버해협 횡단하기, 일반 자동차를 개조하여 리무진 만들기, 활화산 지대에서 자동차를 끌고가 마그마 덩어리 가져오기, 자동차 다트 게임등 기상천외한 도전과 실험을 수없이 해왔다.
- 탑기어 뉴스 (Top Gear News)

자동차에 대한 다양한 뉴스거리를 전하는 코너. 기본적으로 새로나온 자동차에 대한 소식등을 전하면서 비평을 하지만, 자동차를 소재로 하여 폭소를 자아내는 개그성 뉴스를 내보내기도 한다. 아쉽게도 탑기어 코리아엔 없는 코너이다.
- 진리의 벽 (The Cool Wall)

탑기어 스튜디오에서 방청객들과 함께하는 코너. 특정 자동차에 대한 객관적인 데이터와 MC들의 평가를 바탕으로 방청객들과 즉석에서 협의하여 등급을 나눈다. 수렴된 의견을 바탕으로 MC들은 4단계로 분류된 벽에 사진을 붙이는데, 아주 멋없다 (Seriously Uncool), 멋없다(Uncool), 멋지다 (Cool), 아주 멋지다 (Sub Zero)로 평가된다. 탑기어 레이스나 시승기에서 MC들에게 애매한 평가를 받았을 때 이 코너가 등장한다.
- 탑기어 스페셜 (Top Gear Special)

스튜디오가 아닌 외부에서 진행을 하는 특별편. 해외 촬영이 대다수이다. 특정한 나라나 지역을 찾아가 그곳에서 자동차나 탈것을 이용한 도전을 펼친다. 현재까지 북극편, 볼리비아편, 베트남편, 미국여행편, 인도편 등을 방송하였다.

## 출연자 (2002년 후)
- 제레미 클락슨(Jeremy Clarkson)

풀네임은 Jeremy Charles Robert Clarkson. 1960년 4월 11일생. 영국 남 요크셔의 동커스터 태생이다. 세계 최고의 자동차 칼럼니스트로 불리며 탑기어 MC들중 가장 나이가 많은 맏형. 자동차에 관한 지식은 타의추종을 불허하며, 직접 자동차를 운전하여 평가를 남기는걸 매우 좋아한다. 어느 한쪽에 치우치지 않고 철저하게 소비자의 입장에서 자동차에 대한 평가를 하기에 많은 시청자들로부터 사랑과 존경을 받고 있다. 아무리 바싸고 좋은 자동차라도 자신의 마음에 안드는 자동차는 무조건 욕부터 하고 보는 독설가로 그의 평가 한 마디에 신차의 가치가 천국과 지옥을 오감. 제레미를 차기 영국 총리로 임명하자는 농담이 있을 정도로 영국내에서의 인지도는 매우 높다. 참고로 한국산 자동차에 관해선 무조건 좋지 않은 평가를 남긴다는 이야기가 있는데 사실이 아니다. 기아 자동차의 대표적인 모델인 K5등은 호평한적이 있다. 제레미가 좋아하는 자동차는 "탈 가치가 있는 자동차!"
- 리처드 해먼드(Richard Hammond)

풀네임은 Richard Mark Hammond. 1969년 12월 19일생. 본래 기자 출신으로 영국의 어느 지방 라디오 DJ로 활동하다가 탑기어 MC로 발탁되어 지금까지 활약중. 탑기어내에선 개그담당으로 웃는 모습이 매력적이면서 키가 작기에 『햄스터』란 별명으로 불린다. 열렬한 포르쉐의 광팬으로 특히 911 시리즈를 좋아하는데, 이때문에 포르쉐의 자동차들을 싫어하는 제레미와의 의견충돌이 끊이질 않는다. 차량 가속과 추진력에 대한 그의 감각은 초일류 수준이며, 자동차의 성능 대결을 전문으로 맡고 있다. 2006년 제트엔진을 탑재한 자동차를 직접 탑승하여 촬영하던중 463km/h의 초고속을 이기지 못하고 타이어가 파손되는 바람에 차가 뒤집혀 죽을고비를 넘겼던 일화는 유명하다. 사고이후 리처드는 1년동안 탑기어에서 하차하였다가 복귀하였다. (빠른시기에 복귀하여 말이 많았는데, 본인의 고백으로는 사고 후유증으로 꽤나 고생하여 정신과 치료도 받았다고 한다.)
- 제임스 메이(James May)

풀네임은 James Daniel May. 1963년 1월 16일생. 자동차 전문 저널리스트로 과거 엔지니어 일을 했다. 느긋하고 여유로운 성격으로 자동차에 대한 과학적인 입증을 매우 선호함. 가끔 시대역행적이며 4차원적인 언동을 할때도 많은 괴짜. 과속을 싫어하고 안전운전을 좋아하기에 Captain Slow(느림보 대장)란 별명이 붙었으며, 제레미와 리처드와의 레이스 대결에서 매번 패배하여 놀림 받는다. 별명만 보면 스피드한 운전을 싫어하는 것 같지만 빠른 속도의 자동차 실험도 다수 담당하였다. 특히 탑기어에 나온 부가티 베이론 관련 속도실험에 대부분 참가하여 400Km/h가 넘는 초고속의 레이스를 보여준것은 유명. 좋아하는 자동차는 클래식한 자동차로 엄청나게 희귀한 골동품 자동차인 롤스로이스 코니쉐등을 소유중이다. 초창기 멤버는 아니지만, 시즌 2부터 Jason Dawe를 대신하여 나오게 되었다.
■ 크리스 에반스 (Chris Evans )
풀네임은 Christopher James Evans. 1966년 4월 1일생.Top Gear에 나오기 전까지 BBC 라디오 2에서 여러 프로그램의 진행자 역할을 맡아왔다. 참고로 이 사람은 우리가 잘 아는 미국 마블 시네마틱 유니버스의 캡틴 아메리카 역을 맡았던 배우가 아닌 토종 잉글랜드 태생 라디오 호스트이다. 2015년에 제레미 클락슨, 제임스 메이, 리처드 해먼드의 Top Gear 하차로 인해 대체 호스트로 자리매김 했지만 또 다른 호스트 맷 르블랑과의 불화로 인해 얼마 지나지 않아 하차하고 다시 BBC 라디오 2의 프로그램 진행자로 돌아갔다.
■ 맷 르블랑(Matt LeBlanc)
풀네임은 Mattew Steven LeBlanc. 1967년 7월 25일 생이다. 제레미, 리처드, 제임스가 나간 뒤로 대체 호스트로 출연을 시작했다. 하지만 크리스 에반스와의 불화로 인해 크리스가 나가고 메인 호스트로 자리매김 했다. 이전 호스트들과는 다르게 미국 태생이다.
■ 크리스 해리스(Chris Harris)
1975년 1월 20일 생. 영국의 자동차 저널리스트, 레이싱 드라이버, BBC America '크리스 해리스의 자동차 쇼'의 호스트로 활동한다. 또한 유튜브의 유명 유튜버로도 활동했다. 제레미와 리처드, 제임스가 나간 뒤 Top gear의 호스트로도 활약 중이다.
- 스티그(The Stig)

Top Gear의 전속 레이서이자 마스코트. 항상 흰색 경주용 헬멧과 수트를 입고 나온다. 뛰어난 운전실력을 자랑하며 방송중에는 단 한마디의 대사없이 묵묵히 운전만으로 자동차를 평가한다. Top Gear에서 Stig가 기록한 자동차의 랩타임(Power Lap time)은 자동차의 성능을 평가하는 기준으로 통한다. 그의 정체는 일급기밀로 알려져 현재까지도 국적이나 성별등 모든 프로필이 불명상태.
현재의 Stig는 3번째 인물이 담당하고 있는데 1대 Stig는 현재와 다르게 검은색 헬멧과 수트를 입어서 Black Stig라고 불렸다. 2002년 시즌 1의 첫 에피소드부터 출연했으며, 2003년 시즌 3 첫 에피소드에서 재규어 XJ-S를 타고 항공모함에서 가속 실험을 하다가 바다속에 빠져 죽는 것으로 출연을 마감한다. Black Stig는 설정상 죽은 것으로 되어있는데 전직 레이서인 Perry McCarthy이 자서전에서 자신이 블랙 스티그라고 까발리는 바람에 해고되었고 탑기어측에선 이런 기믹으로 사망처리를 해버렸다. 이후 시즌 3 에피소드 2부터 이전의 Stig와는 완전히 다른 하얀색의 Stig가 등장을 한다. 이 때부터 일부 자동차 회사가 Stig의 신상을 알아내고자 사립탐정을 고용하여 뒤를 캤다는 일화가 등장하기 시작했다. 2009년 시즌 13에서 Stig가 직접 스튜디오에 방문해서 헬멧을 벗고 정체를 밝히기도 했는데, 정체는 바로 F1의 전설적인 레이서인 미하엘 슈마허(Michael Schumacher). 이후 Stig의 정체에 대한 여러 루머가 돌던 중, 전직 레이서이자 현재 Fifth Gear의 진행자 중 한 명인 Ben Collins가 자서전을 통해 자신이 2대 스티그였다는 사실을 언급해서 2010년 시즌 15 에피소드 6를 마지막으로 하차하게 되었다. 이후 시즌 16부터는 3대 스티그가 새로 등장하여 현재까지 활약중.
Top Gear UK에선 전 세계에 사는 스티그의 다양한 사촌들이 다수 등장하여 유명한데, 아프리카 스티그(African Stig), 공산주의자 스티그(Communist Stig), 채식주의자 스티그(Vegiterian Stig), 스티그의 화물트럭 사촌(Rig Stig), 스티그의 이탈리아 사촌(Italian Stig), 스티그의 중국사촌(Chinese Stig)등이 등장하였다. 미국 스페셜에서 팻스티그(뚱뚱한 스티그)가 등장하기도 했다.
- Top Gear Dog

출연자 리처드 해먼드의 실제 개이며, 통칭 TG. 시즌 8에 처음으로 등장하지만, 2006년 9월 20일 11살의 나이로 사망한다.